# Guglielmo de’ Rossi

Wappen der Rossis von Parma.

Guglielmo de’ Rossi (* zwischen 1260 und 1270 in Parma; † 1340 in Padua) war ein italienischer Condottiere und Podestà von Modena, Lucca und Mailand.

## Biografie
Der Sohn von Giacomo de’ Rossi und Enkel von Bernardo de’ Rossi, der gegen Kaiser Friedrich II. kämpfte, war Kanoniker des Domkapitels von Parma. Bereits 1281 ist er als Podestà von Modena vermerkt, wogegen der 1282, anlässlich seiner Heirat mit Donella di Pietro da Carrara von Niccolò Fieschi, dem Bruder von Papst Innozenz IV., zum Ritter geschlagen wurde.
Im Jahr 1284 ist er als Podestà von Mailand verzeichnet, 1291 und 1293 als Podestà von Lucca. Als er nach Parma kam, war er immer auf Seiten Guelfen; 1293 stellte er sich mit Erfolg dem Versuch der Sanvitales entgegen, in Parma die D‘Estes einzuführen, die sich kürzlich Modenas und Reggios bemächtigt hatten. Der Konflikt endete mit der Vertreibung der Sanvitales aus Parma.
Die Herrschaft über die Stadt hielt nicht lange an, dem Ghibellinen Giberto III. da Correggio gelang es, zahlreiche Adelsfamilien auf seine Seite zu ziehen und 1303 die Macht über Parma zu ergreifen. Guglielmo akzeptierte jedoch die Herrschaft Giberto III. da Correggios nicht und wurde aus der Stadt in der Emilia verbannt.
1305 versuchte Da Correggio, Guglielmo, der sich zwischenzeitlich auf seine Burgen im Umland zurückgezogen hatte, zu besiegen, aber ohne Erfolg. Aber nicht einmal Guglielmo war dazu in der Lage, einen entscheidenden Angriff auf Parma zu starten, ohne dass ihm einige vorteilhafte Ereignisse geholfen hätten. 1308 jedoch veranlasste ein Aufstand in der Stadt Guglielmo zum Handeln: Als De‘ Rossi in die Stadt kam, besiegte er die Ghibellinen um Da Correggio und schlug sie in die Flucht. Nach einer kurzen Ruhepause, die dank der Mediation das Abtes des Klosters San Giovanni Evangelista entstand, flammte die Schlacht zwischen den gegnerischen Fraktionen erneut auf und zwangen die Guelfen unter der Führung der Rossis und der Lupis zur Flucht aus der Stadt und zur anschließend Niederlage in Torrechiara.
Als Guglielmo in die Stadt zurückgekommen war, nachdem Heinrich VII. Giberto III. da Correggio zum Reichsvikar von Parma ernannt hatte, wurde er kurz darauf ein drittes Mal vertrieben. Aber die opportunistische Kehrtwende Da Correggios auf die Seite der Guelfen, die nicht zur Wiederaufnahme der vertriebenen Guelfen in die Stadt führte, eröffnete Guglielmo die Möglichkeit, dies wiedergutzumachen: Indem er um sich die mit der Kehrtwende Da Correggios unzufriedenen Ghibellinen und die vertriebenen Guelfen sammelte, schuf er eine Armee, die mit der Zustimmung des Kaisers Borgo San Donnino eroberte. Guglielmo hätte Parma erobern können, aber der vorzeitige Tod des Kaisers in Buonconvento überzeugte Rossi, eher Übereinstimmung zu suchen anstatt einer Gewaltaktion durchzuführen; daher beschloss er, den König von Neapel, Robert von Anjou, das Oberhaupt der guelfischen Liga, um eine friedliche Übereinkunft zu bitten.
Die Wiederannäherung zwischen den beiden Rivalen wurde mit der Rückkehr Rossis nach Parma und der Heirat seiner Tochter Maddalena mit Giberto III. da Correggio besiegelt.
Offenbar beteiligte sich Guglielmo nicht direkt an der Jagd auf Giberto III. da Correggio, die sein Sohn Rolando de’ Rossi 1316 organisierte, und in den folgenden Jahren gibt es nur bruchstückhafte Nachrichten von ihm, da seine Söhne Marsilio, Pietro und Rolando die Zügel der Familie übernommen hatten.
1326 intervenierte er beim Stadtrat von Parma, um die Sache der Guelfen zu vertreten, aber 1336 musste er – inzwischen im fortgeschrittenen Lebensalter – die Stadt erneut verlassen, nachdem Parma an Mastino II. della Scala übergeben worden war.
Im Exil, zunächst in Venedig und später in Padua, überlebte er seine beiden Söhne Pietro und Marsilio. Er starb am Hofe der Da Carraras, nachdem er sein Testament im Februar 1340 aufgesetzt hatte. Sein genauer Todestag ist unbekannt. Guglielmo de’ Rossi wurde in der Basilika des Heiligen Antonius an der Seite seiner Söhne begraben.

## Verwandte
Mit seiner Gattin Donella di Pietro da Carrara hatte er 13 Kinder, die ihm den Rossis – mit Rolando – ermöglichten, das Aussterben des Hauptfamilienzweiges unter Leitung von Ugolino zu überdauern.
- Marsilio (1287–1337), Condottiere
- Rolando (circa 1287–1345), Condottiere, Nachfolger seines Bruders als Kommandant der venezianischen Truppen
- Ugolino (1300–1377), Bischof von Parma
- Pietro (1303–1337), Condottiere und Kommandant der venezianischen Truppen der Anti-Skaliger-Liga
- Giacomo
- Francesca, Gattin von Enrico Pallavicino
- Simona, Gattin von Antonio Pallavicino
- Maddalena, Gattin von Giberto III. da Correggio
- Valpurga, Gattin von Cristoforo Scotti aus Piacenza
- Legarda, die einen Lupi heiratete
- Caterina
- Beatrice, Gattin von Paolo degli Aldighieri
- Andriuola, Nonne

Guglielmo hatte auch vier uneheliche Kinder:
- Annino
- Ammuratte
- Galvano
- Palamede